# Marainviller
Marainviller é uma comuna francesa na região administrativa de Grande Leste, no departamento de Meurthe-et-Moselle. Estende-se por uma área de 16,99 km². Em 2010 a comuna tinha 705 habitantes (densidade: 41,5 hab./km²).